# Dramaturg

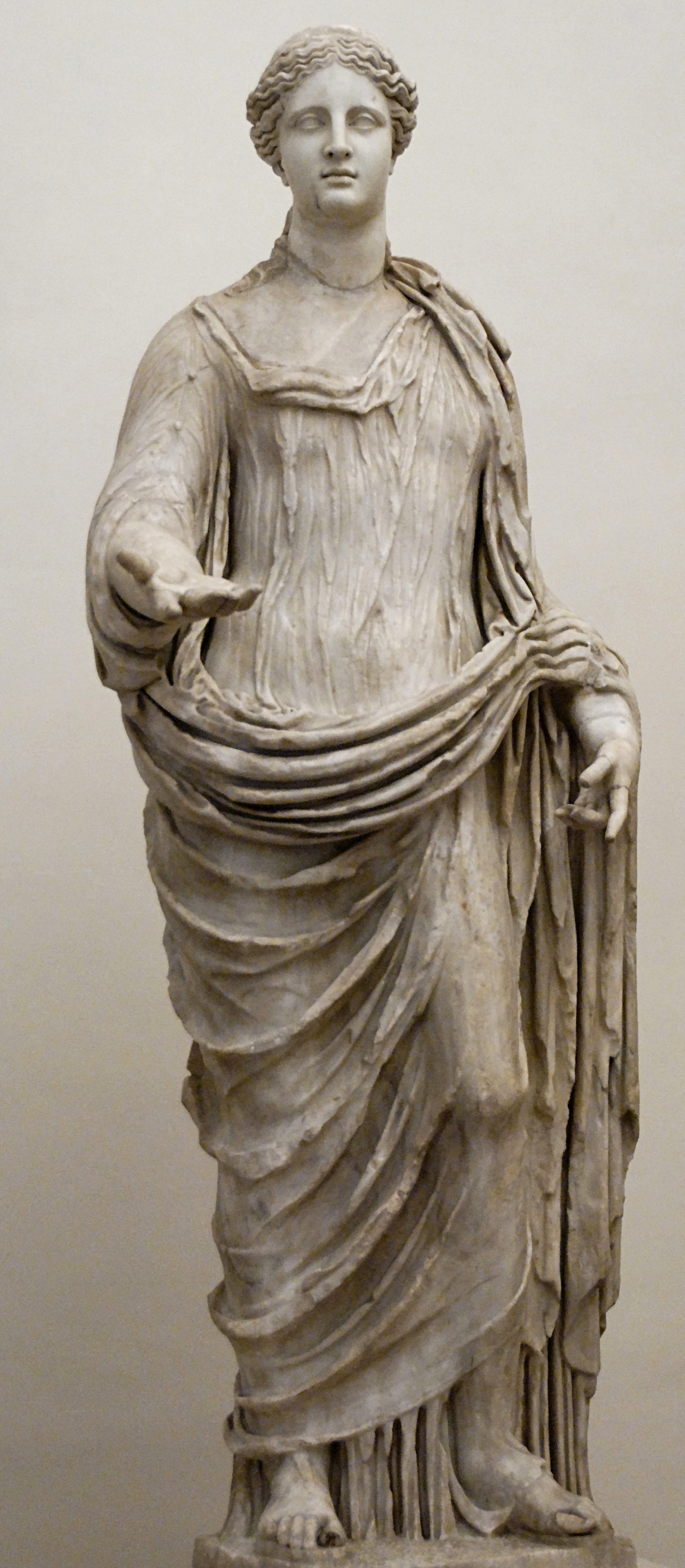
Déméter istennő szobra

A dramaturg feladata a színház intézménye és a közönség közötti kapcsolat megteremtése szűkebb értelemben egy-egy művön keresztül (például Franciaországban), tágabb értelemben az intézményi kommunikáció minden formájában (mint Németországban). A dramaturg görög szó, eredeti jelentése ’drámaíró’. A két foglalkozás szétválása a német nemzeti színház megalapításához, pontosabban a hamburgi Gotthold Lessing tevékenységéhez és alapművéhez (Hamburgi dramaturgia, 1767–1769) köthető.
A dramaturg olyan személy, aki ismeri a kultúra írott és íratlan történetét. Átfogó film- és/vagy színházművészeti, illetve irodalomtörténeti ismeretei révén tevékeny módon részt vesz az alkotó folyamatokban. A rendező munkáját segíti, adminisztratív és menedzseri tevékenységével támogatja a létrehozandó produkciót. Az igényes dramaturg idegen nyelveket is kiválóan értő és beszélő, fordítói munkára is alkalmas. Feladatai közé tartozik a bemutatandó színjátékszövegek lektorálása, véleményezése, átdolgozása.
A jó dramaturg ráhangolódik társaira, együttműködik a rendezővel és a színészekkel; mintegy hidat képez az alkotók és a mű között. Bábáskodik a drámai mű mellett, szakmai segítséget nyújt az írónak anélkül, hogy a műbe túlságosan beleavatkozna. Az irodalmi alkotó művészek nagy része pályája kezdeti szakaszában megismerkedik a dramaturgok munkájával, aktívan gyakorolják is, így nagy tapasztalatot szereznek későbbi műveik megírásához, színpadra állításához.

## Tevékenysége
Tevékenységi köre szerint alapvetően két csoportra osztható szét, bár a cél mind a két művészeti ágban hasonló.

### Színházi dramaturg
A dramaturgi munka színházi kultúránként is más és más. Lehet adott produkcióra külön megbízott (úgynevezett próbatermi) vagy intézményes (kurátori feladatkör). Általában elmondható, hogy a színtársulat irodalmi tanácsadója és szakértője. Feladata a mű végső színpadi változatának kialakítása a színpadi szempontok figyelembe vételével. A kuratóriumi munka része a színház műsortervének elkészítése, a színházi műsorpolitika kialakítása, van, hogy marketingje is (Németországban „házi dramaturg”).

### Filmdramaturg
A dramaturg alkotó tevékenysége a színházi formanyelv helyett a filmes formanyelvhez kötődik. Segíti a forgatókönyv megírását, ügyel a film dramaturgiai vonalvezetésére, a szereplők karakterének kialakítására, részt vesz a dialógusok létrehozásában, a film tartalmának, értelmének világossá tételében. Mivel a film voltaképpen a vágóasztalon válik filmmé, a montírozásban is munkatárs.
Szinkrondramaturgnak nevezték hivatalos munkakörük szerint (elsősorban a Pannónia Filmstúdióban) azokat a filmes munkatársakat, akik az idegen nyelvű filmek dialógusait a szájmozgásnak megfelelően magyar nyelvre ültették át. Valójában ez a műfordításnak egy speciális ága. Szinkrondramaturg volt sokak mellett például Hársing Lajos, Bereményi Géza és Sipos Áron is.

## Oktatás
A színházi és filmdramaturgok képzése a Színház és Filmművészeti Egyetem művészetelméleti tanszékének keretében, meghatározott években, mesterképzési szakokon történik.

## Híres dramaturgok
- Bálint Ágnes, író
- Bálint Lajos, Nemzeti Színház
- Bíró Zsuzsa, Hunnia Filmstúdió
- Bíró Yvette, Mafilm (1953–1956)
- Czető Bernát László, Magyar Televízió (1978–1998)
- Dobai Péter, MAFILM
- Faragó Zsuzsa, Miskolci Nemzeti Színház
- Fodor Géza, dramaturg, kritikus, színház és zeneesztéta, egyetemi docens, a budapesti Katona József Színház
- Major Anna magyar dramaturg, rádiós szerkesztő
- Polgár Ernő
- Radnai Annamária
- Radnóti Zsuzsa, Vígszínház
- Róbert Júlia, Szputnyik
- Solténszky Tibor, dramaturg, rendező
- Szabó-Székely Ármin
- Szűcs László István, film- majd színházi dramaturg, Nemzeti Színház, Operaház
- Takács Vera, tévés dramaturg
- Upor László, dramaturg, műfordító
- Vámos Miklós, író
- Vásárhelyi Miklós, Hunnia Filmstúdió
- Veress Anna, dramaturg, műfordító
- Zalán Tibor, költő, író, színházi dramaturg
- Zsurzs Éva, dramaturg, rendező